# FZD3
Uvojiti-3 je protein koji je kod ljudi kodiran FZD3 genom.
Članovi familije 'uvojitih' proteina su 7-transmembranski receptori za Wnt signalne proteine. FZD3 protein sadrži signalni peptid, cisteinom bogati domen u -terminalnom ekstracelularnom regionu, 7 transmembranski domen, i -terminalni PDZ vezujući motiv. FZD3 transkript je izražen u različitim tkivima. Funkcija ovog proteina nije poznata. Postoje izvesne indikacije da učestvuje u razvoju folikula dlake kod sisara.

## Literatura
- Katoh M (2002). „GIPC gene family (Review).”. Int. J. Mol. Med. 9 (6): 585—9. PMID 12011974.
- Finch PW; He X; Kelley MJ;  . (1997). „Purification and molecular cloning of a secreted, Frizzled-related antagonist of Wnt action.”. Proc. Natl. Acad. Sci. U.S.A. 94 (13): 6770—5. PMC 21233 . PMID 9192640. doi:10.1073/pnas.94.13.6770.
- Wright M, Aikawa M, Szeto W, Papkoff J (1999). „Identification of a Wnt-responsive signal transduction pathway in primary endothelial cells.”. Biochem. Biophys. Res. Commun. 263 (2): 384—8. PMID 10491302. doi:10.1006/bbrc.1999.1344.
- Hung BS, Wang XQ, Cam GR, Rothnagel JA (2001). „Characterization of mouse Frizzled-3 expression in hair follicle development and identification of the human homolog in keratinocytes.”. J. Invest. Dermatol. 116 (6): 940—6. PMID 11407985. doi:10.1046/j.1523-1747.2001.01336.x.
- Strausberg RL; Feingold EA; Grouse LH;  . (2003). „Generation and initial analysis of more than 15,000 full-length human and mouse cDNA sequences.”. Proc. Natl. Acad. Sci. U.S.A. 99 (26): 16899—903. PMC 139241 . PMID 12477932. doi:10.1073/pnas.242603899.
- Katsu T; Ujike H; Nakano T;  . (2004). „The human frizzled-3 (FZD3) gene on chromosome 8p21, a receptor gene for Wnt ligands, is associated with the susceptibility to schizophrenia.”. Neurosci. Lett. 353 (1): 53—6. PMID 14642436. doi:10.1016/j.neulet.2003.09.017.
- Zhang Y; Yu X; Yuan Y;  . (2005). „Positive association of the human frizzled 3 (FZD3) gene haplotype with schizophrenia in Chinese Han population.”. Am. J. Med. Genet. B Neuropsychiatr. Genet. 129 (1): 16—9. PMID 15274031. doi:10.1002/ajmg.b.30076.
- Zhang Z, Henzel WJ (2005). „Signal peptide prediction based on analysis of experimentally verified cleavage sites.”. Protein Sci. 13 (10): 2819—24. PMC 2286551 . PMID 15340161. doi:10.1110/ps.04682504.
- Omoto S; Hayashi T; Kitahara K;  . (2004). „Autosomal dominant familial exudative vitreoretinopathy in two Japanese families with FZD4 mutations (H69Y and C181R).”. Ophthalmic Genet. 25 (2): 81—90. PMID 15370539. doi:10.1080/13816810490514270.
- Hashimoto R; Suzuki T; Iwata N;  . (2005). „Association study of the frizzled-3 (FZD3) gene with schizophrenia and mood disorders.”. Journal of neural transmission (Vienna, Austria : 1996). 112 (2): 303—7. PMID 15657645. doi:10.1007/s00702-004-0264-2.

## Spoljašnje veze
- „Frizzled Receptors: FZD3”. IUPHAR Database of Receptors and Ion Channels. International Union of Basic and Clinical Pharmacology. Архивирано из оригинала 03. 09. 2014. г.